# جنی وولف
جنی وولف (آلمانی: Jenny Wolf؛ زادهٔ ۳۱ ژانویهٔ ۱۹۷۹) اسکیت‌باز سرعت اهل آلمان است.